# Gloria Lynne
Gloria Lynne, nata Gloria Wilson e anche conosciuta come Gloria Alleyne (Harlem, 23 novembre 1929 – Newark, 15 ottobre 2013), è stata una cantante statunitense.

## Biografia
Lynne nacque ad Harlem nel 1929 da uno scaricatore di porto e una cantante gospel di nome John e Mary Wilson. Nel 1951, all'età di 15 anni, vinse la competizione amatoriale dell'Apollo Theater. Pubblicò le sue prime canzoni durante la metà dello stesso decennio; nello stesso periodo fu membro dei Dell-Tones, formazione all'attivo con due soli singoli. Dopo essere stata scoperta da Raymond Scott nel 1958, venne scritturata dalla Everest Records. Contribuì a darle molta notorietà la sua comparsa nello speciale televisivo New York 19 del 1960, condotto da Harry Belafonte. Lynne scrisse i testi dei brani Watermelon Man (1962) di Herbie Hancock e All Day Long di Kenny Burrell, che lei stessa reinterpretò. Il suo più grande successo fu però I Wish You Love (1964), una cover di Que reste-t-il de nos amours? di Charles Trenet giunta alle posizioni numero 28 e 3 rispettivamente della US Pop e della US R&B. Fu però presto dimenticata: problemi di management, una scarsa pubblicità ai suoi album e i continui cambiamenti dei gusti musicali del pubblico saranno le ragioni per cui lei tornerà a far parlare di sé solo occasionalmente. Godette di un momentaneo periodo di notorietà quando la sua Speaking of Happiness (1966) venne usata nelle colonna sonora dei film Se7en e U Turn - Inversione di marcia, così come nel 1997, quando venne impiegata in uno spot pubblicitario della Ford Mondeo. Morì di infarto in un ospedale di Newark nel 2013, all'età di 83 anni.

## Discografia (elenco parziale)

### Album
- 1958 – Miss Gloria Lynne (con Wild Bill Davis and His Group)
- 1959 – Lonely and Sentimental (con la Melba Liston orchestra)
- 1960 – Try a Little Tenderness (con LeRoy Holmes orchestra)
- 1960 – Day In, Day Out (con Ernie Wilkins and His Orchestra)
- 1961 – I'm Glad There Is You (con The Earl May Trio)
- 1961 – He Needs Me (con Jimmy Jones and His Orchestra)
- 1961 – This Little Boy ff Mine

### Singoli
- 1961 – The Jazz in You
- 1961 – He Needs Me
- 1961 – Impossible
- 1961 – You Don't Have To Be A Tower Of Strength
- 1964 – I Wish You Love
- 1964 – I Should Care
- 1964 – Be Anything (But Be Mine)
- 1964 – Don't Take Your Love From Me
- 1965 – Watermelon Man